# Kristýna Černá
Kristýna Černá (21 febbraio 1993) è un'ex biatleta ceca.

## Biografia
Kristýna Černá, attiva dalla stagione 2010-2021, in Coppa del Mondo ha esordito il 3 gennaio 2013 a Oberhof in staffetta (11ª) e ha ottenuto l'unico podio il 9 gennaio successivo a Ruhpolding nella medesima specialità (3ª), alla sua ultima gara nel massimo circuito; si è ritirata al termine della stagione 2016-2017 e la sua ultima gara in carriera è stata la staffetta mista di IBU Cup disputata il 12 marzo a Otepää. Non ha preso parte a rassegne olimpiche o iridate.

## Palmarès

### Universiadi
- 1 medaglia:
  - 1 bronzo (staffetta mista a Trentino 2013)

### Coppa del Mondo
- 1 podio (a squadre):
  - 1 terzo posto